# Meister mit dem Krebs
Als Meister mit dem Krebs wird ein Kupferstecher bezeichnet, der um 1530 wohl in den Niederlanden tätig war. Auf den ihm zugeschriebenen Stichen findet sich häufig eine Krabbe oder ein Krebs.
Es wird angenommen, dass es sich bei ihm um Francois Crabetli oder um Frans Crabbe aus Mechelen handeln könnte. Stilistisch steht der Meister mit dem Krebs der Arbeitsweise des Quentin Matsys nahe, auch glaubt man, einen Einfluss von Lucas van Leyden erkennen zu können, beispielsweise in einem seiner Stiche mit der Darstellung der Enthauptung des Johannes des Täufers.  